# カルタ・マリナ

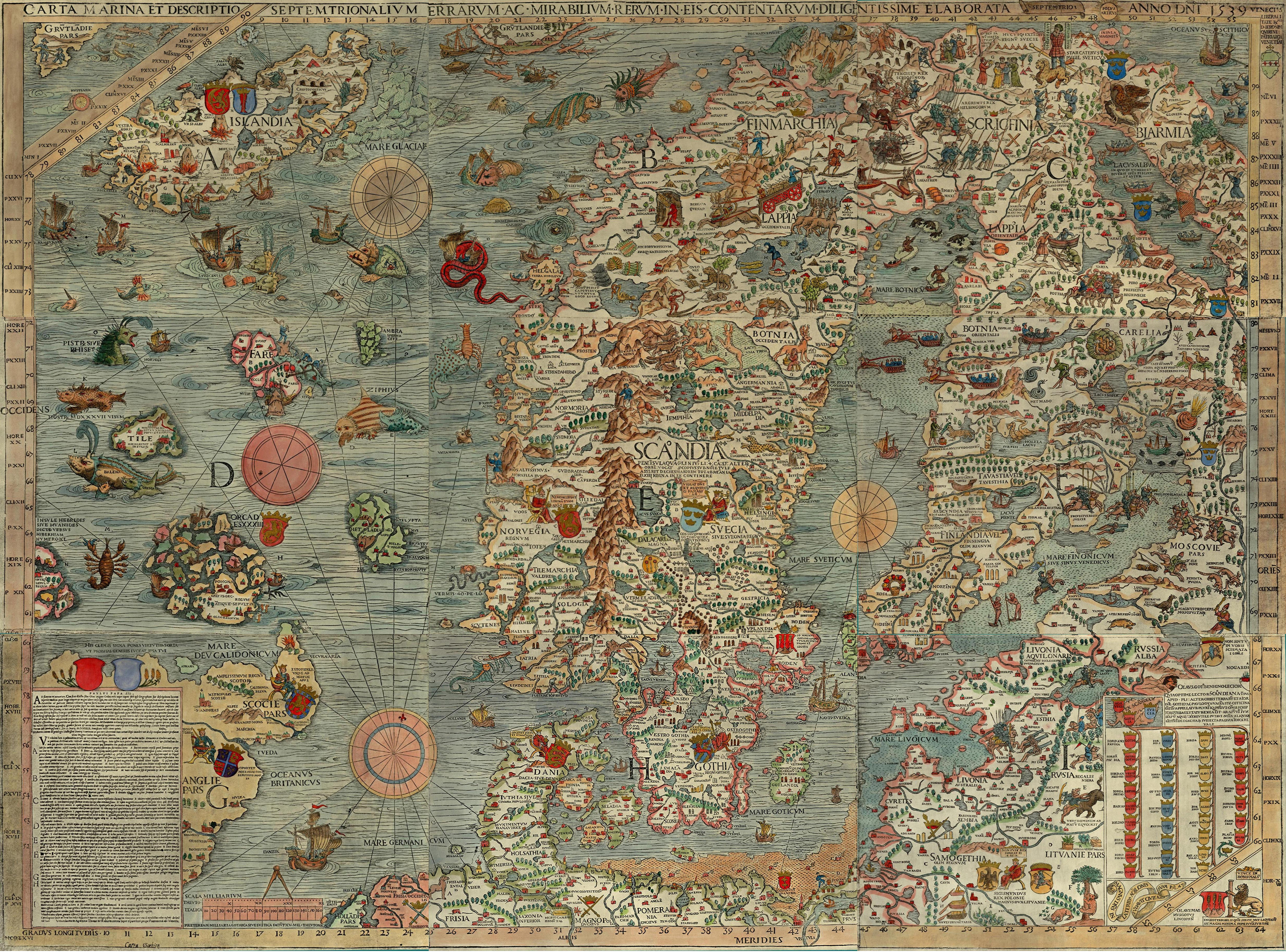
カルタ・マリナ

カルタ・マリナ（ラテン語: Carta marina）は、オラウス・マグヌス (Olaus Magnus) が16世紀に作成した北欧の海図。高さ1.70メートル×幅1.25メートルの木版画であり、55×40センチメートルの原版9枚から刷られている。Carta marinaはラテン語で海図を意味する。北欧諸国の詳細な地形と地名が書かれた最初期の地図でもある。スカンディナヴィアを描いたこれよりも古い地図は、ヤコブ・ジーグラー (Jacob Ziegler) 、クラウディウス・クラヴァス (Claudius Clavus) による2つが知られるのみである。

## 経緯

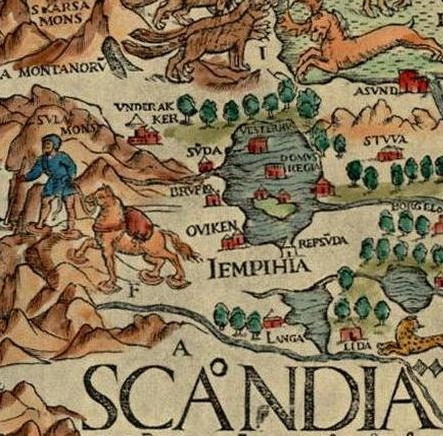
イェムトランド地方の拡大図

オラウス・マグヌス (1490–1557)はスウェーデン人の牧師であり、スウェーデンの外交官の肩書きでローマに赴任していた。ただし、実際には兄の大司教ヨハネス (Johannes Magnus) と同様、スウェーデン王グスタフ1世による宗教改革によって、ローマに追放された身分であった。オラウス・マグヌスはこの地図の製作に12年を費やし、最初の版は1539年にヴェネツィアで出版された。しかし、もともと数枚しか刷られていなかったこの地図を、1574年にローマ教皇パウルス3世が10年間の公開禁止を宣言して秘匿してしまい、以後長い間その存在は謎とされてきた。
1886年、オスカー・ブレナー(Oscar Brenner)がドイツミュンヘンの王宮国立図書館(Hof- und Staatsbibliothek)で再発見し、現代にまで伝わっている。1961年にはスイスでも発見され、それをスウェーデンのウプサラ大学図書館が買い上げ、その主館であるカロリーナ・レディヴィヴァ (Carolina Rediviva) に収められている。